# Harry Hågé
Harry Konstantin Gustafsson, känd under artistnamnet Harry Hågé (efter initialerna H G), född 24 oktober 1907 i Storkyrkoförsamlingen  i Stockholm, död 25 februari 1984 i Högalids församling i Stockholm, var en svensk sångare.
Harry Hågé gav under 1930-talet ut ett större antal skivor på skivmärkena Caméo, Olympia, Scala, Sonora, Teco och Tellus.
Harry Hågé var son till handlanden Axel Konrad Gustafsson och Gerda Amalia Josefina, ogift Tell. Han var från 1937 till sin bortgång gift med Ester Ingeborg Maria Gustafsson (1913–1995).